# Marek Strzelecki
Marek Strzelecki (ur. 4 stycznia 1952 w Kowalu k. Włocławka, zm. 7 lutego 2006 w Lubieniu Kujawskim) – polski duchowny rzymskokatolicki, ksiądz pallotyn i kapelan wojskowy w stopniu podpułkownika Wojska Polskiego.

## Życiorys
Święcenia kapłańskie przyjął 10 maja 1986 w Ołtarzewie z rąk kard. Józefa Glempa. Przez wiele lat pełnił posługę duszpasterską w kościele św. Józefa w Radomiu.
Był kapelanem w stopniu podpułkownika Wojska Polskiego. W duszpasterstwie wojskowym posługiwał od 1 września 1996. Od września 1996 do 1997 pełnił posługę duszpasterską jako pracownik kontraktowy wojska. 20 maja 1997 ks. Strzelecki został uzawodowiony i przydzielony do 6 Brygady Desantowo-Szturmowej w Krakowie.
Od września 1999 do 7 września 2000 był kapelanem Polskiej Jednostki Wojskowej KFOR w Kosowie.
Po powrocie z Bałkanów od 8 września 2000 do 12 kwietnia 2002 pełnił służbę w 18 Bielskim Batalionie Desantowo-Szturmowym w Bielsku-Białej, zaś od 12 kwietnia 2002 do 30 grudnia 2003 w 25 Brygadzie Kawalerii Powietrznodesantowej w Tomaszowie Mazowieckim. Od stycznia 2004 do 30 czerwca 2004 był kapelanem Samodzielnej Grupy Powietrzno-Szturmowej Polskiego Kontyngentu Wojskowego w składzie Międzynarodowych Sił Stabilizacyjnych w Republice Iraku, podczas misji stabilizacyjnej tego rejonu.
Po powrocie z Iraku od lipca 2004 pełnił funkcję proboszcza parafii wojskowej św. Jerzego w Łodzi. 
Był odznaczony wieloma odznaczeniami państwowymi. 
Zginął w wypadku samochodowym 7 lutego 2006 o godz. 8.40, w okolicy Lubienia Kujawskiego.
Jego pogrzeb odbył w piątek 10 lutego 2006 w kościele parafialnym pw. św. Urszuli w Kowalu. Uroczystościom przewodniczył biskup polowy Wojska Polskiego gen. bryg. Tadeusz Płoski, a kazanie wygłosił wiceprowincjał pallotyńskiej Prowincji Chrystusa Króla ks. Czesław Parzyszek.